# Портрет Марии Трип
Портрет Марии Трип (нидерл. Portret van Maria Trip) — картина работы Рембрандта.
Рембрандт написал десятки портретов. Эта картина показывает, какого высокого признания добился художник к 1639 году. Портрет заказан представительницей высшей знати Амстердама, очень богатой семьи Трипов, Марией Трип (1619—1683). В Британском музее хранится рисунок Рембрандта, практически идентичный картине. По-видимому, художник сначала показывал его семье Трипов, и после одобрения выполнил портрет.

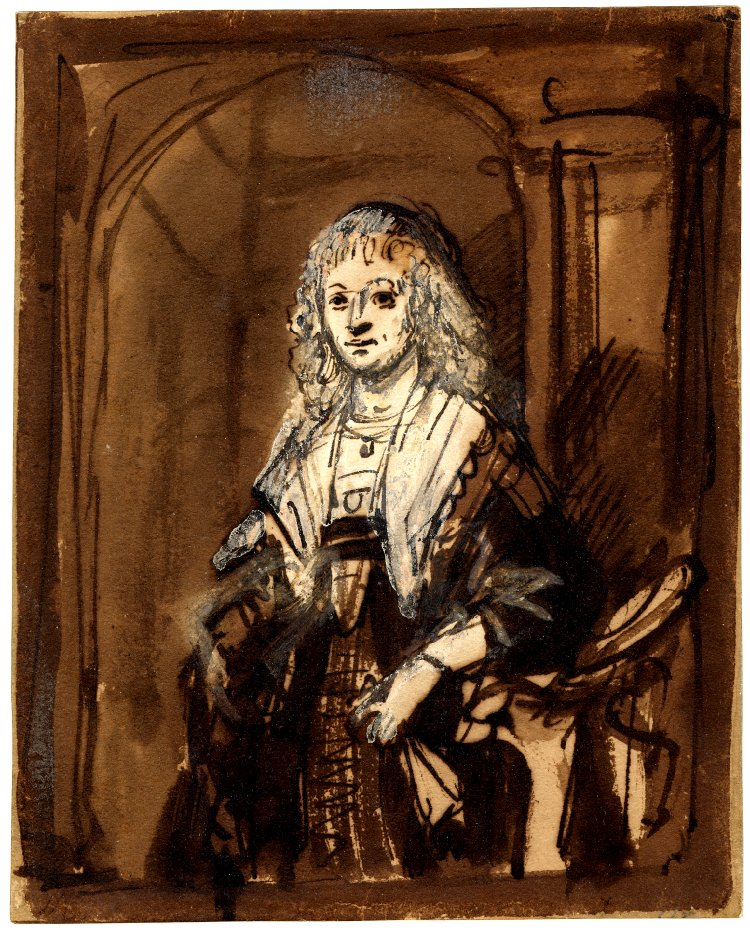
Рисунок Рембрандта

Как и все портреты Рембрандта 1630-х годов, этот отличает очень тонкая игра света, художник выделяет светом наиболее важные фрагменты. Высокое положение девушки подчеркивают: одежда — атласное платье, трёхслойный воротник и манжеты, украшенные кружевом; ювелирные украшения: нитки крупного жемчуга на шее и на запястьях, брошь на груди, серьги с жемчугом и изящный веер; причёска: волосы уложены по последней моде.
В том же году Рембрандт написал портрет матери Марии (Музей Бойманса — ван Бёнингена).